# 9e étape du Tour d'Espagne 2016
La 9e étape du Tour d'Espagne 2016 s'est déroulée le dimanche 28 août 2016, entre Cistierna et l'alto del Naranco au-dessus d'Oviedo.

## Résultats

### Classement de l'étape
| \| Classement de l'étape \| Classement de l'étape \| Classement de l'étape \| Classement de l'étape \| Classement de l'étape \| \| Coureur \| Coureur \| Pays \| Équipe \| Temps \| \| --------------------- \| --------------------- \| --------------------- \| --------------------- \| --------------------- \| \| 1er \| David de la Cruz \| Espagne \| Etixx-Quick Step \| 3 h 47 min 56 s \| \| 2e \| Dries Devenyns \| Belgique \| IAM Cycling \| + 27 s \| \| 3e \| Moreno Moser \| Italie \| Cannondale-Drapac \| + 33 s \| |                  |          |                   |                 |
| |                  |          |                   |                 |
| Source : ProCyclingStats |                  |          |                   |                 |
| Classement de l'étape |                  |          |                   |                 |
| Coureur | Coureur          | Pays     | Équipe            | Temps           |
| 1er | David de la Cruz | Espagne  | Etixx-Quick Step  | 3 h 47 min 56 s |
| 2e | Dries Devenyns   | Belgique | IAM Cycling       | + 27 s          |
| 3e | Moreno Moser     | Italie   | Cannondale-Drapac | + 33 s          |

### Classement général
| \| Classement général \| Classement général \| Classement général \| Classement général \| Classement général \| \| Coureur \| Coureur \| Pays \| Équipe \| Temps \| \| ------------------ \| ------------------ \| ------------------ \| ------------------ \| ------------------ \| \| 1er \| David de la Cruz \| Espagne \| Etixx-Quick Step \| 33 h 46 min 24 s \| \| 2e \| Nairo Quintana \| Colombie \| Movistar Team \| + 22 s \| \| 3e \| Alejandro Valverde \| Espagne \| Movistar Team \| + 41 s \| |                    |          |                  |                  |
| |                    |          |                  |                  |
| Source : ProCyclingStats |                    |          |                  |                  |
| Classement général |                    |          |                  |                  |
| Coureur | Coureur            | Pays     | Équipe           | Temps            |
| 1er | David de la Cruz   | Espagne  | Etixx-Quick Step | 33 h 46 min 24 s |
| 2e | Nairo Quintana     | Colombie | Movistar Team    | + 22 s           |
| 3e | Alejandro Valverde | Espagne  | Movistar Team    | + 41 s           |